# Казанский храм (Посадниково)
Церковь Казанской Иконы Божией Матери — православный храм в селе Посадниково Новоржевского района Псковской области России. В настоящее время находится в полуразрушенном состоянии. Памятник истории и архитектуры.

## Расположение
Казанский храм находится к северу от деревни. Стоит на расстоянии примерно 60 м от дороги и 70 м от Посадниковского озера.

## История
Каменный храм в селе Посадниково был построен в 1733 году на средства помещика Артемия Ланского. Имел два престола: во имя Казанской иконы Божией Матери и Иоанна Крестителя.

На отдельно стоящей колокольне висели 12 колоколов, самый большой из которых весил более 1700 кг, на нём находилась надпись:
При благочестивейшей государыне императрице Екатерине II при Великих князьях Павле Петровиче и Константине Павловиче в Новоржевском уезде в селе Посадниково помещиком Дмитрием Ланским по великой вере в Бога на заводе Леона Стругощикова в Москве.
В церкви находились чудотворная Казанская икона Божией Матери, серебряный крест, пять ковчежцев, где хранились частички святых мощей Никиты, Моисея и Иоанна Новгородских, святого Антония Римлянина и Феодора Стратилата, а также украшенное древнее евангелие. Причт храма состоял из священника и псаломщика.

## Архитектура
Храм представляет собой редкий тип храмов четверик на четверике. Кубический объём памятника несёт на себе меньший по объёму и высоте куб. Отдельно стоящая колокольня имеет два яруса, квадратная в плане. Материал — большемерный кирпич, оштукатурена.

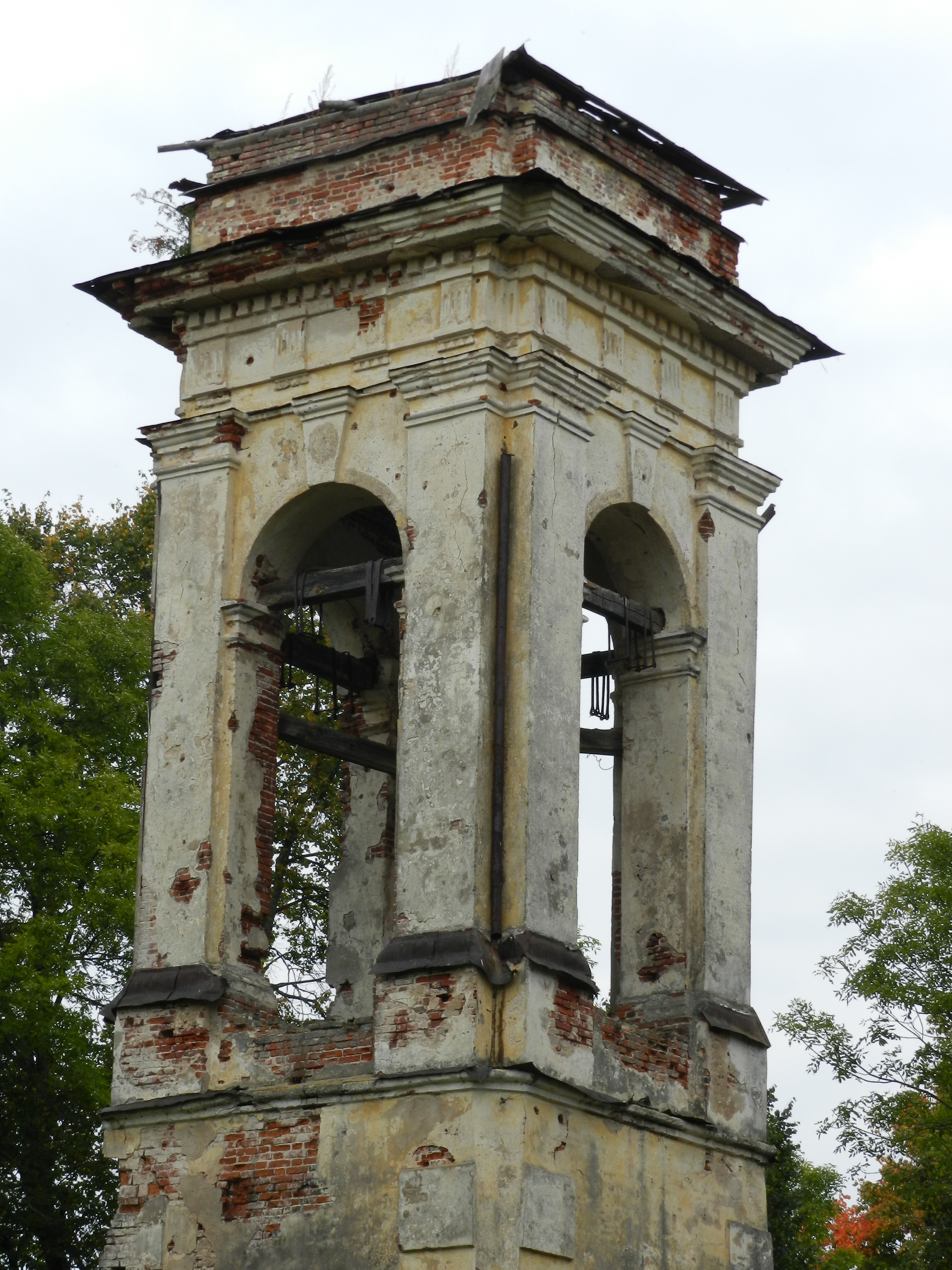
Колокольня (фрагмент).